# Yukio Peter
Yukio Peter, né en 1984, est un haltérophile nauruan.

## Carrière professionnelle
Entre 2001 et 2009, YuKio Peter a remporté neuf fois d'affilée les titres de champion d'Océanie et de champion du Pacifique sud.
Il a participé à une édition des Jeux olympiques (2004), et à trois des Jeux du Commonwealth (2002, 2006, 2010). Aux Jeux olympiques d'été de 2004, à Athènes, il termina huitième dans la catégorie des 69 kg. Il partit favori dans cette même catégorie lors des Jeux du Commonwealth de 2006 à Melbourne, mais souffrit d'une crampe et ne souleva aucun poids. En 2008, il ne participa pas aux Jeux olympiques, mais obtint une médaille d'or aux Championnats d'Haltérophilie du Commonwealth, à Limassol (Chypre), soulevant 145 kg dans l'arraché et 185 kg dans l'épaulé jeté, soit 330 kg au total, dans la catégorie des 77 kg. Aux Jeux du Commonwealth de 2010, à Delhi, il remporta la médaille d'or dans la catégorie des 77 kg, soulevant 148 kg dans l'arraché et 185 kg dans l'épaulé-jeté, soit 333 kg au total - bien devant l'Australien Ben Turner, qui obtient l'argent avec 308 kg. Il devint ainsi le troisième Nauruan couronné d'or dans l'histoire des Jeux du Commonwealth, après Marcus Stephen et Reanna Solomon. Il établissait par la même occasion un nouveau record du Commonwealth.
Peter mesure 1,60 m et pèse 69 kg.